# The Wolf of Wall Street (2013)
The Wolf of Wall Street is een Amerikaanse misdaadkomedie uit 2013 van regisseur Martin Scorsese. De biografische film is gebaseerd op de gelijknamige memoires van beursmakelaar Jordan Belfort. In januari 2014 won hoofdrolspeler Leonardo DiCaprio een Golden Globe voor zijn vertolking.

## Verhaal
Jordan Belfort wil het op Wall Street maken als beursmakelaar. Nadat het bedrijf waarvoor hij werkt failliet is gegaan, werkt hij enige tijd bij een schimmige firma op Long Island gespecialiseerd in goedkope aandelen. Deze makelaars benaderen onwetende mensen met agressieve verkooppraatjes en proberen hen tegen hoge commissies over te halen tot het plaatsen van orders voor waardeloze aandelen.
Hierna richt Belfort zijn eigen beleggingsfirma Stratton Oakmont op, samen met zijn vriend en collega Donnie Azoff. Al snel groeit de onderneming en hiermee het inkomen van de medewerkers. Forbes interviewt Belfort en publiceert een negatief artikel waarin hij zijn bijnaam 'de wolf van Wall Street' krijgt. Deze publiciteit doet de firma overigens alleen maar goed. Ze overschrijden ook de grenzen van de wet door de koersen kunstmatig op te drijven waarna de overgewaardeerde aandelen worden 'gedumpt'. Stratton Oakmont strijkt nu niet alleen commissies maar ook koerswinsten op.
Jordan verdient bergen geld en past zijn levensstijl navenant aan. Hij koopt een helikopter en een jacht, breekt met zijn echtgenote Teresa en begint een relatie met de beeldschone Naomi Lapaglia. Stratton Oakmont groeit zienderogen en de jonge werknemers aanbidden hun rijke baas, die zijn personeel voortdurend trakteert op decadente feestjes. Wanneer de gulzige Jordan en Donnie verslaafd raken aan geld, drugs en seks, raken ze niet alleen alle realiteitszin kwijt, maar trekken ze met hun buitensporige levensstijl ook de aandacht van FBI-agent Patrick Denham.
Belforts vader adviseert hem zich terug te trekken voordat justitie of benadeelden hem alles afnemen, maar Belfort is verblind door zijn eigen succes. Hij bedenkt zich tijdens zijn afscheidstoespraak en blijft bij de onderneming, al is het dan wat minder op de voorgrond. Naomi's Engelse tante Emma wordt als katvanger gebruikt om de illegale winsten in Zwitserland te parkeren, maar nadat Emma is komen te overlijden, is het geld onbereikbaar geworden. De Zwitserse bankier Saurel wordt bovendien in Miami aangehouden vanwege een andere fraudezaak en vertelt de FBI ook over Belfort. Naomi is inmiddels de illegale praktijken van haar man beu en vraagt echtscheiding aan.
De FBI ondervraagt verschillende hooggeplaatste medewerkers, aanvankelijk zonder succes. Belfort besluit echter met de FBI mee te werken in ruil voor strafvermindering. De FBI doet een inval bij Stratton Oakmont en arresteert Azoff en een groot aantal andere hooggeplaatste medewerkers. Belfort zit drie jaar gevangenisstraf uit en begint daarna een nieuwe carrière als motivatiespreker.

## Rolverdeling
- Leonardo DiCaprio – Jordan Belfort
- Jonah Hill – Donnie Azoff (gebaseerd op Danny Porush)
- Margot Robbie – Naomie Lapaglia (gebaseerd op Nadine Caridi)
- Kyle Chandler – Agent Patrick Denham (gebaseerd op Gregory Coleman)
- Matthew McConaughey – Mark Hanna
- Jean Dujardin – Jean-Jacques Saurel (gebaseerd op Jean-Jacques Handali)
- Rob Reiner – Max Belfort
- P.J. Byrne – Nicky Koskoff
- Jon Bernthal – Brad (gebaseerd op Todd Garnet)
- Cristin Milioti – Teresa Petrillo (gebaseerd op Denise Lombardo)
- Joanna Lumley – Tante Emma
- Jon Favreau – Manny Riskin (gebaseerd op Ira Sorkin)
- Shea Whigham – Kapitein Ted Beecham
- Katarina Čas – Chantalle
- Aya Cash - Janet

## Productie
In 2007 raakte Leonardo DiCaprio net als collega Brad Pitt geïnteresseerd in de rechten op het autobiografisch boek The Wolf of Wall Street van Jordan Belfort. DiCaprio trok uiteindelijk aan het langste eind en verwierf de rechten. Regisseur Martin Scorsese werkte vijf maanden aan het scenario alvorens aan de film Shutter Island te beginnen. Warner Brothers gaf echter geen startdatum voor de productie. Scorsese vertelde hier later over in een interview met filmjournalist Richard Shickel: "Ik heb vijf maanden van mijn leven weggegooid." In 2010 probeerde de studio om regisseur Ridley Scott aan te trekken. Uiteindelijk liet Warner Brothers het filmproject vallen.
Enkele jaren later besloot het productiebedrijf Red Granite in de film te investeren. Het bedrijf gaf de makers toestemming om, wat creatieve vrijheid betrof, ongelimiteerd te werk te gaan. Hierop pakte Scorsese het project weer op. Omdat de producenten Scorsese niet verplichtten om de film te censureren, kreeg de film uiteindelijk een R-rating (tot 17 jaar alleen onder begeleiding van een volwassene).
De opnamen gingen op 8 augustus 2012 van start in New York. Er werd ook gefilmd in Closter, New Jersey en Harrison, New York.
Saillant detail is dat de productie uiteindelijk werd gefinancieerd door het bankroet gegane frauduleuze 1MDB.

## Soundtrack
De soundtrack van de film werd samengesteld door Robbie Robertson. In de film zijn in totaal zo'n zestig nummers te horen. Nummers als "Everlong" van The Foo Fighters en "Insane in the Brain" van Cypress Hill komen ook in de film aan bod maar maken geen deel uit van de officiële soundtrack.
1. Cannonball Adderley – "Mercy, Mercy, Mercy" (5:10)
2. Elmore James – "Dust My Broom" (2:52)
3. Joe Cuba – "Bang! Bang!" (4:05)
4. Billy Joel – "Movin' Out (Anthony's Song)" (3:28)
5. Eartha Kitt – "C'est Si Bon" (2:58)
6. Sharon Jones & The Dap-Kings – "Goldfinger" (2:29)
7. Bo Diddley – "Pretty Thing" (2:49)
8. Ahmad Jamal – "Moonlight in Vermont" (3:09)
9. Howlin' Wolf – "Smokestack Lightning" (3:06)
10. The Jimmy Castor Bunch – "Hey Leroy, Your Mama's Callin' You" (2:25)
11. Malcolm McLaren – "Double Dutch" (3:56)
12. Romeo Void – "Never Say Never" (5:53)
13. 7Horse – "Meth Lab Zoso Sticker" (3:42)
14. Bo Diddley – "Road Runner" (2:46)
15. The Lemonheads – "Mrs. Robinson" (3:44)
16. Allen Toussaint – "Cast your fate to the wind" (3:19)

## Prijzen en nominaties

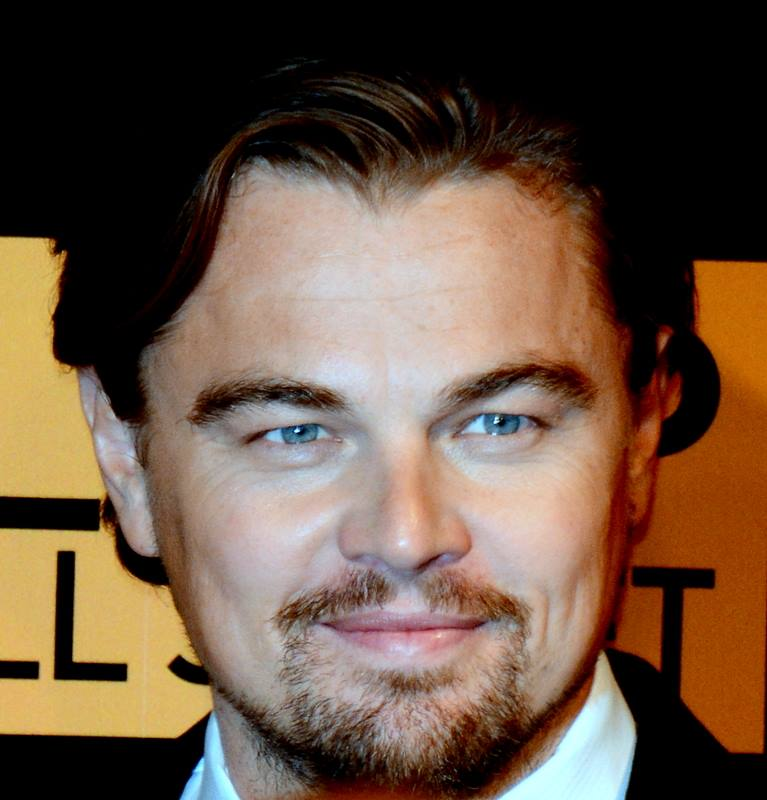
Leonardo DiCaprio won een Golden Globe voor zijn vertolking

### Academy Awards

#### Nominaties
- Beste film
- Beste regisseur (Martin Scorsese)
- Beste mannelijke hoofdrol (Leonardo DiCaprio)
- Beste mannelijke bijrol (Jonah Hill)
- Beste bewerkte scenario (Terence Winter)

### Golden Globes

#### Gewonnen
- Beste acteur – musical of komedie (Leonardo DiCaprio)

#### Genomineerd
- Beste film – musical of komedie

### BAFTA's

#### Nominaties
- Beste regisseur (Martin Scorsese)
- Beste acteur in een hoofdrol (Leonardo DiCaprio)
- Beste scenario – bewerking (Terence Winter)
- Beste montage (Thelma Schoonmaker)

## Boek versus de film
Heel veel fragmenten uit de film zijn letterlijk zo beschreven in het boek, maar het script loopt toch anders dan het boek. Er is meer ruimte gemaakt om de overgang van leerling Jordan Belfort bij L.F. Rothschild tot het volop draaiende Stratton Oakmont in beeld te brengen. Ook komt de FBI-agent prominent in beeld, terwijl deze in werkelijkheid het onderzoek achter de schermen leidde en in het boek pas verschijnt bij de uiteindelijke arrestatie. Een groot verschil is dat in de film Jordan, al sprekend voor zijn personeel, de deal met de Securities and Exchange Commission toch nog verwerpt. In het boek gaat hij akkoord en geeft de leiding over aan Danny Porush, die het kantoor in de afgrond stort. Aan het eind laat de film nog even zien dat Jordan Belfort een vermogen is gaan verdienen met het geven van lezingen. De joodse achtergrond van Jordan, die hij zelf in zijn autobiografie veelvuldig memoreert, is in de film vrijwel onvindbaar.

## Trivia
- De film werd zelf onderdeel van een groot Maleisisch corruptieschandaal. Via de film zou 250 miljoen zijn witgewassen door een producent.[3]
- De film is de vijfde samenwerking tussen Leonardo DiCaprio en Martin Scorsese.
- De meeste namen uit het boek werden voor de film aangepast.
- Jonah Hill droeg voor zijn rol een vals gebit.
- In de film wordt 506 keer het woord 'fuck' gebruikt.[4]
- Voor de trailer van de film werd het nummer "Black Skinhead" van Kanye West gebruikt.
- Jordan Belfort heeft een cameo in de film.
- Ook de film Boiler Room (2000) is gebaseerd op het leven van Jordan Belfort.
- Slachtoffers van Belfort beklaagden zich erover dat Belfort door zijn persoonlijk faillissement de royaltyinkomsten uit de film, die nadien waren verdiend, buiten de schadevergoedingsregeling kon houden. Belfort zelf beweerde dat een voorstel te hebben gedaan om ondanks zijn faillissement een deel van de royalty's aan de slachtoffers beschikbaar te stellen, maar dat dit was verworpen.
- Danny Porush was het niet eens met de manier waarop hij als het karakter Donny Azoff was neergezet; hij vond zowel de boek- als de filmversie overdreven en karikaturaal.
- De FBI en rechercheur Coleman hebben hun medewerking aan de film gegeven om op deze manier nog enige invloed op het script te houden. Toch is de rol van Denham prominenter dan die van Coleman in het boek en in werkelijkheid was. De scene op Belforts jacht, waar Belfort Denham eerst probeert om te kopen en vervolgens vernedert, heeft bijvoorbeeld in werkelijkheid nooit plaatsgevonden. Coleman ontmoette Belfort in werkelijkheid pas bij zijn arrestatie voor de eerste keer.